# Савва II Сербский
Архиепи́скоп Са́вва II (в миру Пре́дислав Не́манич, серб. Предислав Немањић; 1200 — 8 февраля 1271) — епископ Сербской православной церкви, третий архиепископ Сербский.
Канонизирован Православной церковью, память — 8 (21) февраля и 30 августа (12 сентября).

## Биография
Предислав, будущий архиепископ Савва II Сербский, родился в 1200 или 1201 году и был четвёртым по счёту сыном сербского короля святого Стефана Первовенчанного и племянником первого архиепископа Сербского святителя Саввы I, который и занимался его воспитанием. В то время как его старшие братья Радослав, Владислав и Урош по очереди управляли Сербией, Предислав, пренебрегая мирской властью, последовал по стопам своего дяди — Саввы.
Подвизался в монастыре Хиландар на Афоне, где принял монашеский постриг с именем Савва и откуда совершил паломничество в Святую землю. «В Иерусалим бо шествовав поклонитися Гробу Господню и видетель быти всем страстем Его. Тамо бо много време препроводив и паки возвратися», — говорится в его житии.
Через некоторое время Савва был избран епископом Холмским с кафедрой в Стоне, откуда впоследствии перенёс епископскую резиденцию в церковь святого Петра на Лиме. Проявил себя борцом с богомильством и ревностным приверженцем православия.

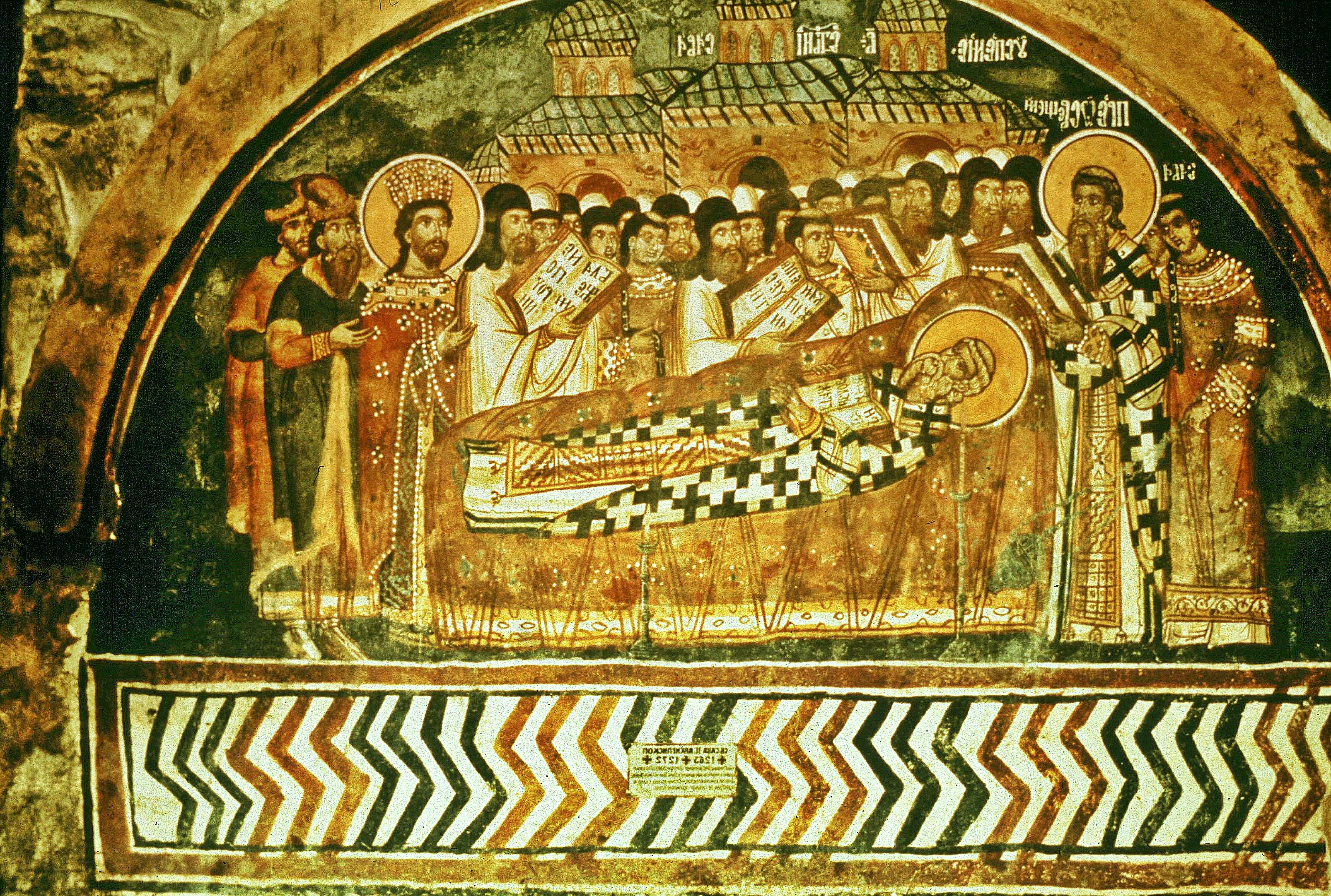
Погребение Святого Саввы. Фреска. Печский патриарший монастырь

В 1263 году Савва был избран третьим по счёту Сербским архиепископом и оставался у церковного кормила в течение семи лет до кончины 8 февраля 1271 года. Погребён он был в храме Святых Апостолов в Пече.
Житие святителя Саввы II было составлено до 1330 года. В житии говорится, что мощи святого «идеже вселепно и ежечасно поминается доныне, и есть память его преставления месяца февраля в восьмой день». В 1861 году митрополит Сербский Михаил (Йованович) составил и издал службу этому святому.
На фресках в монастырях Студеница, Арилье, Сопочаны и Ораховица сохранились изображения святителя Саввы II, а в Печском патриаршем монастыре над его гробницей изображено его успение.
Память святого празднуется 8/21 февраля.